# Canton de Morne-à-l'Eau-2
Le canton de Morne-à-l'Eau-2 est une ancienne division administrative française, située dans le département de la Guadeloupe et la région Guadeloupe.

## Composition
Le canton de Morne-à-l'Eau-2 comprenait une fraction de la commune de Morne-à-l'Eau.

## Administration
| Période                                                 | Période             | Identité               | Étiquette      | Qualité                                                                               |
| ------------------------------------------------------- | ------------------- | ---------------------- | -------------- | ------------------------------------------------------------------------------------- |
| 1945                                                    | 1961                | Pierre Monnerville     | SFIO           | Médecin Député (1956-1967) Maire de Morne-à-l'Eau (1947-1971)                         |
| 1961                                                    | 1967                | Victor Rosnel          | SFIO           | Adjoint au maire de Morne-à-l'Eau                                                     |
| 1967                                                    | 1973                | Yves Gélan (1913-2000) | DVG            | Adjoint au maire de Morne-à-l'Eau                                                     |
| 1973                                                    | 1979                | M. Monnerville         | PS             |                                                                                       |
| 1979                                                    | 1985                | Favrot Davrain         | DVD            |                                                                                       |
| 1985                                                    | 1993 (invalidation) | Jean Bardail           | PS puis DVG    | Exploitant agricole à Morne-à-l'Eau                                                   |
| 1994                                                    | 2004                | Favrot Davrain         | PS             | Maire de Morne-à-l'Eau (1989-1995)                                                    |
| 2004                                                    | 2015                | Jean Bardail           | FGPS puis GUSR | Vice-président du conseil général Élu en 2015 dans le nouveau canton de Morne-à-l'Eau |
| Les données antérieures ne sont pas encore mentionnées. |                     |                        |                |                                                                                       |